# Jacques Dumesnil
Jacques Dumesnil, all'anagrafe Joly Marie Emile Eugene Andrè (Parigi, 9 novembre 1903 – Bron, 8 maggio 1998), è stato un attore francese.

## Biografia
Intraprese la sua carriera agli inizi degli anni trenta e continuò fino al 1980; tra i film da lui interpretati, da ricordare Ulisse (1954), in cui interpretò il ruolo di Alcinoo, re dei Feaci, accanto a Kirk Douglas.
Morì nel 1998 a 93 anni.

## Filmografia parziale
- Il padrone delle ferriere (Le Maître de forges), regia di Abel Gance (1933)
- Cesare e Lucrezia Borgia (Lucrèce Borgia), regia di Abel Gance (1935)
- Fiamme in oriente (Les Pirates du rail), regia di Christian-Jaque (1938)
- Prigioni di donne (Prisons de femmes), regia di Roger Richebé (1938)
- Ritorno all'alba (Retour à l'aube), regia di Henri Decoin (1938)
- L'uomo del Niger (L'Homme du Niger), regia di Jacques de Baroncelli (1940)
- L'amante immaginaria (La Fausse maîtresse), regia di André Cayatte (1942)
- 56, rue Pigalle, regia di Willy Rozier (1949)
- Il mio uomo sei tu (Julie de Carneilhan), regia di Jacques Manuel (1950)
- Anna, regia di Alberto Lattuada (1951)
- Ulisse, regia di Mario Camerini (1954)
- Napoleone Bonaparte (Napoléon), regia di Sacha Guitry (1955)
- Miss spogliarello (En effeuillant la marguerite), regia di Marc Allégret (1956)
- La vita a due (La Vie à deux), regia di Clément Duhour (1958)
- In famiglia si spara (Les Tontons flingueurs), regia di Georges Lautner (1963)

## Doppiatori italiani
- Emilio Cigoli in Anna
- Giorgio Capecchi in Ulisse
- Lauro Gazzolo in Miss spogliarello